# Vestido de novia de la princesa Beatriz

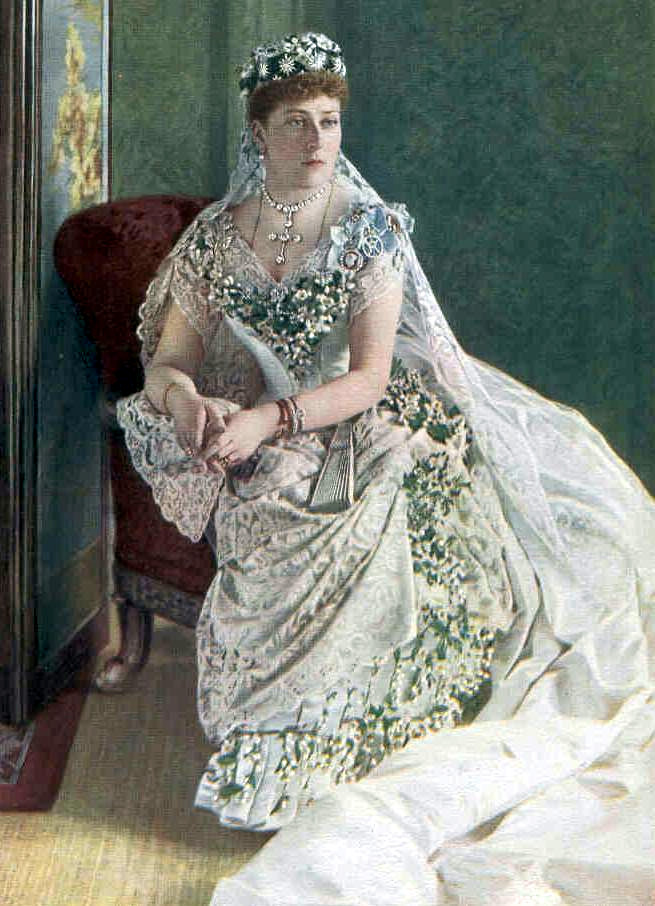
La princesa Beatriz posa con su vestido de boda, Osborne, 1885. Beatriz llevó el velo de boda de su madre en encaje de Honiton.

En su boda con el príncipe Enrique de Battenberg en la iglesia de Saint Mildred en Whippingham, cerca de Osborne, el 23 de julio de 1885, la princesa Beatriz del Reino Unido lució un vestido de novia de satén blanco, adornado con flores de azahar y encaje, con una sobrefalda de encaje con ramilletes de flores entrelazadas con brezo blanco. Había encaje en la línea del escote en uve, y en las mangas cortas, pues la princesa era una amante, y experta en encaje. Una de sus posesiones más preciadas era una túnica en antiguo punto d'Alençon que había pertenecido a Catalina de Aragón. Conociendo el amor de su hija por el encaje, la reina permitió que la princesa Beatriz luciera el velo de encaje de Honiton que ella misma había llevado el día de su boda. Era una preciada posesión para la reina, y la princesa Beatriz fue la única de sus hijas a la que se le dio la oportunidad de llevarlo. El velo estaba adornado con un círculo de diamantes, un regalo de boda de su madre.
Fue acompañada por diez damas de honor reales luciendo vestidos color marfil.
St. Mildred's en Whippingham, donde la pareja contrajo matrimonio, guarda una réplica del vestido de boda llevado por la princesa, junto con fotografías del enlace, que pueden ser vistos por los visitantes. 